# أنتوني هاماليانين
أنتوني هاماليانين (بالفنلندية: Antony Hämäläinen)‏ هو مغني فنلندي، ولد في 28 أغسطس 1980.

## وصلات خارجية
- أنتوني هاماليانين على موقع ميوزك برينز (الإنجليزية)
- أنتوني هاماليانين على موقع ميوزك برينز (الإنجليزية)
- أنتوني هاماليانين على موقع ديسكوغز (الإنجليزية)